# کوسوکه یاتسودا
کوسوکه یاتسودا (انگلیسی: Kosuke Yatsuda؛ زادهٔ ۱۷ مارس ۱۹۸۲) بازیکن فوتبال اهل ژاپن است.
از باشگاه‌هایی که در آن بازی کرده‌است می‌توان به باشگاه فوتبال ساگان توسو، باشگاه فوتبال توکیو، باشگاه فوتبال آویسپا فوکوئوکا، و باشگاه فوتبال سانفریس هیروشیما اشاره کرد.